# Tại sao tôi không phải là người Kitô
Tại sao tôi không phải là người Kitô (tiếng Anh: Why I Am Not a Christian) là bài nói chuyện của triết gia, nhà toán học, và người được giải Nobel Bertrand Russell với hội viên Hội Tranh Đấu đòi quyền tự do thế tục Anh quốc (National Secular Society), chi hội Nam London, tại thính đường tòa thị sảnh Battersea, ngày 6 tháng 3 năm 1927. Bài đã là cảm hứng hoặc gây ra những tranh luận với những bài có tựa tương tự.

## Sự thành hình
Bài viết bắt nguồn từ một bài thuyết trình, Russell 1927 đã đọc tại tòa nhà của khu phố Battersea thuộc quận Wandsworth ở London dưới sự bảo trợ của Hội Tranh Đấu đòi quyền tự do thế tục Anh quốc. Trong cùng một năm bản văn này đã được công bố. 1932, nó được dịch ra tiếng Đức và phát hành ở Dresden. 1957 triết gia Paul Edwards đã cho xuất bản thành sách bản văn này, cùng với những bài văn của Russell cùng một đề tài, cũng như bài The Bertrand Russell Case (về những vấn đề xảy ra, sau khi Russell tranh đấu cho quyền những người đồng tính ở Hoa Kỳ, khi ông đầu thập niên 1940 muốn dạy học ở nước này). Ấn bản tiếng Anh đã bị cấm tại nhiều nước như tại Nam Phi.

## Nội dung
Sau khi mở đầu bằng định nghĩa một người theo Kitô chủ yếu là phải có niềm tin vào God (thượng đế) , vào sự bất tử của linh hồn, và ít nhiều vào Christ (chúa Kitô), Russell lần lượt trình bày sự nghi ngờ và phủ nhận của ông, qua lý trí, dựa trên khoa học và triết học.
Về Jesus, Russell cho là theo mô tả phúc âm thì có thấy vài điều xem ra ông không khôn ngoan cho lắm. Tuy công nhận ông ta là một người có đạo đức cao nhưng cho là ông ta không phải là hoàn hảo khi tin vào hỏa ngục, và dùng nó đe dọa những người không nghe ông một sự trừng phạt vĩnh cửu.
Về tôn giáo, ông đã chỉ trích "đạo Kitô, như tổ chức giáo hội, đã từng và vẫn còn là thù nghịch chính của các tiến bộ đạo đức trên toàn thế giới." và các tôn giáo nói chung: "đều dựa trên, chủ yếu và phần lớn, sự sợ hãi" của con người, sợ cái bí ẩn, sợ sự thua bại, sợ chết, những sợ hãi mà khoa học đã giúp chúng ta vượt qua.

## Liên quan

### Cùng quan điểm
Tiếp nối Russell, nhà triết học Úc John Leslie Mackie 1981 đã nêu ra các lý luận về sự tồn tại của thượng đế và sau khi phân tích tỉ mỉ đưa đến kết luận là không có lý do thích đáng để mà tin vào sự tồn tại của thượng đế Kitô. Nhà văn Hoa Kỳ Philip Roth đã trích dẫn trong truyện Indignation (sự phẫn nộ) chi tiết về bài thuyết trình của Russell. Nhà sử gia về triết học Kurt Flasch cũng công bố 2013 sự phủ nhận đạo Kitô với cùng một tựa bài Warum ich kein Christ bin. Bericht und Argumentation (tại sao tôi không phải là người Kitô. Tường thuật và lý luận), tương tự như nhà văn Richard Carrier viết bằng tiếng Anh.

### Đối nghịch
- Hans Küng đối đáp bằng cuốn sách viết năm 1987 Why I am still a Christian (tại sao tôi vẫn là người Kitô). Küng cho là nếu đạo Kitô không còn tồn tại, những quan niệm về đạo đức có giá trị chung sẽ mất đi những ý nghĩa sâu xa. Küng nghi ngờ là, một nền đạo đức tuyệt đối có thể đặt cơ sở duy nhất vào lý trí.[4]
- Triết gia William E. Connolly đã chỉ trích trong cuốn sách Why I Am Not a Secularist (tại sao tôi không phải là một người thế tục) nhiều khía cạnh khác nhau các lý luận của Russell.[5] Ông cho là Russell đã thử thay thế văn hóa trước giờ của phương Tây trong đời sống công cộng theo truyền thống Do Thái-Kitô, bằng một nền văn hóa khoa học thế tục. Connolly đại diện cho một quan niệm đa nguyên quá khích, không muốn thấy một quan điểm nhiều hay ít chuyên chế bị thay thế bởi một quan điểm khác.[5] Ông cho là, nên để nhiều triển vọng khác nhau tranh cãi lẫn nhau trong đời sống xã hội.[5] Ông chỉ trích những quan điểm thế tục như của Russell tuy coi trọng về đạo đức, nhưng vì thiếu hiểu biết hay có cái nhìn eo hẹp về công cộng và lý trí phá ngầm những mục đích mà họ đặt ra như tự do và sự đa dạng.[5]

## Tương tự
Nhiều tác giả khác đã có những tranh luận tương tự về các đề tài khác; trước Russell, Karel Čapek 1924 đã viết một luận văn về Tại sao tôi không phải là một người cộng sản.
- Why I Am Not a Conservative (Tại sao tôi không phải là một người bảo thủ), một luận văn của nhà kinh tế trường phái Áo Friedrich Hayek, xuất bản 1960.
- Tại sao tôi không phải là một người Hồi giáo, của Ibn Warraq, là một cuốn sách viết 1995 cũng chỉ trích tôn giáo. Tác giả nhắc tới Tại sao tôi không phải là người Kitô vào cuối chương đầu, cho biết là nhiều lý luận cũng có thể áp dụng vào đạo Hồi.
- Tại sao tôi không phải là một người Hindu, cuốn sách viết 1996 bởi Kancha Ilaiah, một nhà hoạt động chống lại Hệ thống đẳng cấp Ấn Độ.
- Tại sao tôi không phải là một khoa học gia (2009) ISBN 0-520-25960-2, nhà nhân học Jonathan M. Marks
- Bằng cách nào tôi đã ngưng không còn là người Do Thái, cuốn sách viết 2014 bởi nhà sử gia Do Thái Shlomo Sand.